# Poniedziałkowy Dół
Poniedziałkowy Dół – dolinka o charakterze wąwozu, zlokalizowana w północnej części Pasma Sowińca w Lesie Wolskim w Krakowie.
Poniedziałkowy Dół wcina się pomiędzy północno-wschodni grzbiet Pustelnika i Łysą Górę. Zaczyna się płytką depresją na wysokości około 320 m n.p.m. po północno-wschodniej stronie Ogrodu Zoologicznego. Opada w północno-wschodnim kierunku, czym niżej, tym głębiej wcinając się w zbudowane z wapieni zbocza Lasu Wolskiego. Orograficznie lewymi zboczami Poniedziałkowego Dołu poprowadzono drogę dojazdową do dwóch parkingów przed Ogrodem Zoologicznym (ul. Leśna).
Poniedziałkowy Dół ma wylot w zabudowanym obszarze Woli Justowskiej. Ma jedno odgałęzienie (prawe), którym idzie ulica Poniedziałkowy Dół.
Nazwa Poniedziałkowy Dół pochodzi od nazwy niewielkiej miejscowości, która tutaj kiedyś istniała nazwa zaś miejscowości od nazwiska dawnego właściciela wąwozu – Józefa Poniedziałka.